# Пінон мікронезійський
Пі́нон мікронезійський (Ducula oceanica) — вид голубоподібних птахів родини голубових (Columbidae). Мешкають на островах Мікронезії.

## Опис

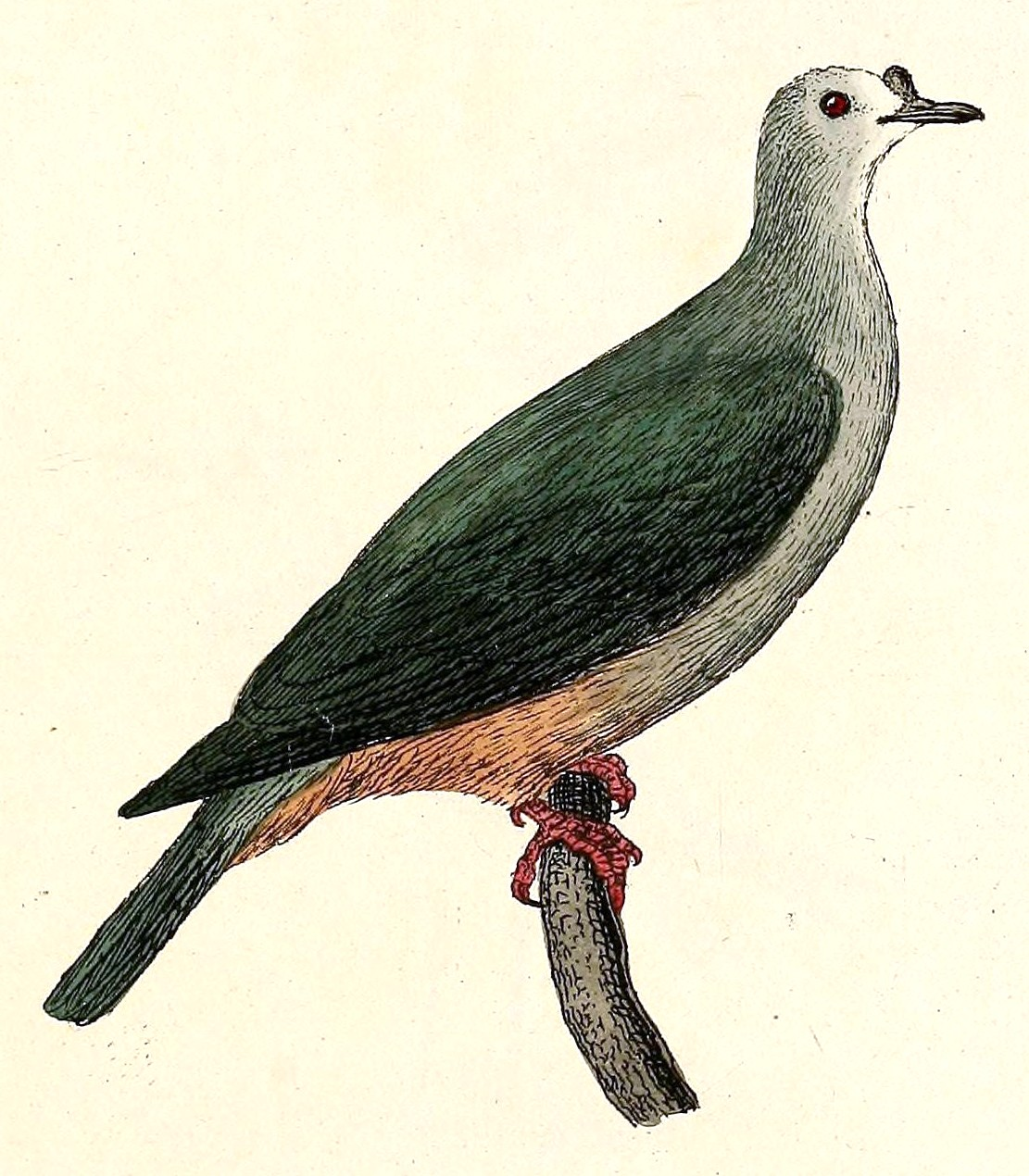
Мікронезійський пінон

Довжина птаха становить 36 см, вага 360-406 г. Довжина хвоста становить 14,2-14,5 см, довжина дзьоба 22-24 мм. Виду не притаманний статевий диморфізм. Восковиця помітно збільшена, чорна, пера біля основи дзьоба білуваті. Лоб, обличчя, тім'я і потилиця попелясто-сірі, верхня частина тіла темно-зелена, верхні покривні пера крил темно-сірі. Махові пера чорнуваті з зеленуватим відблиском. Надхвістя і верхі покривні пера хвоста темно-зелені, стернові пера чорнуваті. Підборіддя білувате, скроні, горло і груди світло-сірі. Живіт, стегна і гузка темно-бордові. Очі червонувато-карі, дзьоб темно-сірий, лапи яскраво-червоні.

## Підвиди
Виділяють п'ять підвидів:
- D. o. monacha (Momiyama, 1922) — Палау і острови Яп (західні Каролінські острови);
- D. o. teraokai (Momiyama, 1922) — острови Чуук (центральні Каролінські острови);
- D. o. townsendi (Wetmore, 1919) — острови Понпеї (східні Каролінські острови);
- D. o. oceanica (Desmarest, 1826) — острів Косрае (східні Каролінські острови);
- D. o. ratakensis (Taka-Tsukasa & Yamashina, 1932) — Маршаллові Острови, острови Гілберта.

## Поширення і екологія
Мікронезійські пінони мешкають у Палау, Федеративних Штатах Мікронезії, на Маршаллових островах і Науру, у Кірибаті. Вони живуть у вологих рівнинних і гірських тропічних лісах, в мангрових лісах, в садах і на плантаціях. Зустрічаються поодинці. Живляться плодами. Розмножуються протягом всього року.

## Збереження
МСОП класифікує цей вид як вразливий. За оцінками дослідників, популяція мікронезійських пінонів становить приблизно 8000 птахів. Їм загрожує знищення природного середовища, полювання і зміни клімату. На деяких островах мікронезійські пінони вимерли.